# Alatyr (rivier)
De Alatyr (Russisch: Алатырь) is een Russische rivier, die nabij de gelijknamige stad uitmondt in de Soera. De rivier loopt door het Europese deel van Rusland. 